# 4x4 Evo 2
4x4 Evo 2 (abréviation de 4x4 Evolution 2) est un jeu vidéo de course sorti sur PlayStation 2, GameCube, Xbox, Mac OS X et Microsoft Windows en 2003.
Il s'agit de la suite de 4x4 Evolution. Comme pour son prédécesseur, on ne trouve dans le jeu que des 4x4 (voitures tout-terrains dont les quatre roues sont motrices).

## Système de jeu
Le jeu rajoute aux courses traditionnelles du premier opus un mode "mission". On peut choisir son véhicule parmi les 112 présents. Ce sont des modélisations des modèles réels des différents constructeurs automobiles suivants :
- Chevrolet
- GMC
- Dodge
- Jeep
- Nissan
- Toyota
- Lexus
- Mitsubishi

## Accueil
- Jeux vidéo Magazine : 10/20[1]